# 武田元明
武田元明（日语：／ Takeda Motoaki，1562年—1582年8月7日、永祿五年－天正十年七月十九日），是日本戰國時代至安土桃山的武將，若狹國守護大名，若狹武田氏第9代、同時也是最後一代當主。
其父為若狹武田氏第8代當主武田義統，其母為室町幕府第12代將軍・足利義晴之女（推測為義輝和義昭之妹），正室則為京極高吉之女－京極龍子。

## 生平
元明生於永祿五年（1562年），為武田義統（義元）之子，幼名為孫犬丸:47。
永祿八年（1565年）五月，室町幕府第13代將軍足利義輝遭三好三人眾等殺害（永祿之變），義輝之弟義昭（當時正在興福寺的一乘院出家，法名覺慶）出逃至若狹，尋求若狹武田氏的保護。然而，當時的若狹武田氏因家督爭奪與重臣謀反等問題而處於內亂狀態，反對義統的家臣們甚至擁立元明與之對抗。期盼上洛成為繼任將軍的義昭，最終只得轉而依靠越前國的戰國大名・朝倉義景:46。
永祿十年（1567年）四月，武田義統逝世，元明繼承家督成為當主，但若狹國內部的局勢依然處於不穩定狀態:47。若狭守護代・內藤氏的內藤筑前守佔據了若狹天ヶ城和手筒山城（天筒山），有力家臣逸見昌經（昌清）則佔據高濱城，粟屋勝久控制國吉城（佐柿），熊谷直澄則守大倉見城（井崎城）。這些勢力均脫離了守護大名的控制，並各自獨立。
永祿十一年（1568年），朝倉義景侵攻若狹。朝倉軍攻陷了國吉城、手筒山城等地，朝倉景恍（太郎左衛門）及半田又八郎等人率兵圍攻後瀬山城。元明原本打算自盡，但最終被說服而同意講和。義景隨後以「保護」元明為由，將其強行帶往一乘谷朝倉館。從當時若狹國之局勢及元明與甲斐國 武田信玄同族的關係，使得信玄在義統去世後，曾向義景表達對保護元明的謝意並送上書信。因此，有學者認為，朝倉氏確實有必要庇護元明。然而，朝倉氏實際上將元明作為傀儡，並以此間接統治若狹，實質上使得若狹成為朝倉氏的支配領土。
若狹武田氏在朝倉氏的控制下，國人衆一邊臣服於朝倉氏，一邊等待武田家復興的機會。然而，已經從武田家獨立的逸見、栗屋、熊谷等氏族並未完全服從，當織田氏的勢力延伸至近江國的湖西地區時，他們轉而與織田信長結盟。
天正元年（1573年），織田信長消滅朝倉義景，元明逃出越前國，並依附於信長，在神宮寺居住。但信長當時已將若狹一國分封予家臣丹羽長秀，元明的舊臣也多從屬於織田家，元明也失去實權。
天正九年（1581年）四月，若狹豪族逸見昌經過世，因昌經未有子嗣繼承遺領，故其遺領中的8千石被信長重新分配，其中高濱城5千石分給溝口秀勝，元明則獲得原屬於武藤友益的3千石。
當信長橫死於天正十年（1582年）的本能寺之變後，元明選擇依附明智光秀，以圖恢復舊有勢力。元明進攻丹羽長秀的居城佐和山城，且試圖恢復舊領若狹國，因此在山崎之戰後，元明被長秀招至近江國貝津殺害，享年21歲。

## 出處
1. ↑  谷口（1995）P.241
2. ↑  河村（2021）P.192
3. 1 2 3  木下聡. . 戎光祥出版. 2016.
4. ↑  武田信玄書状「朝倉家文書」『戦国遺文 武田氏編第三卷』1551号
5. ↑  粟屋勝久戦功記
6. ↑  總見記
7. ↑  若州觀跡錄
8. ↑  若狹國志